# Référendum constitutionnel espagnol de 1978
Le référendum constitutionnel espagnol de 1978 est organisé en Espagne le mercredi 6 décembre 1978 afin de permettre à la population de se prononcer sur l'adoption d'une nouvelle constitution.
Le projet est approuvé à une écrasante majorité. La constitution entre en vigueur le 29 décembre 1978.

## Contexte
Les électeurs sont convoqués conformément aux dispositions de l'article 3 de la loi pour la réforme politique (déclarant que «le roi, avant de sanctionner une loi sur la réforme constitutionnelle, soumettra le projet à référendum devant la nation») par le décret royal n°2560/1978, le 3 novembre 1978, selon les dispositions suivantes :
- Le décret-loi royal n°20/1977 du 18 mars 1977 fixe les normes électorales.
- Le décret royal n°2120/1978 du  25 août 1977, fixe les règles sur la tenue de la consultation directe de la nation établie par voie référendaire[1].
- Le décret royal n°2550/1978 du 3 novembre 1978, sur l'exercice du droit de réunion durant la phase de consultation référendaire.
- Le décret royal n°37/1978 du 27 novembre 1978, établit les règles complémentaires pour la détermination de la population à participer au référendum national sur le projet Constitutionnel.
- L'arrêté du 23 novembre 1978, fixe les normes du bulletin de vote à usage pour les électeurs le jour du référendum.

La question soumise au vote était formulée ainsi : 

« ¿Aprueba el Proyecto de Constitución? »

« Approuvez-vous le projet de Constitution ? »

## Campagne
Le Sénat et le Congrès des députés ont approuvé le texte avec les votes de UCD, PSOE, AP (bien que seulement huit de ses députés ont voté pour, cinq ont voté contre et trois se sont abstenus), Pacte Democràtic per Catalunya (es), Unió del Centre i la Democràcia Cristiana de Catalunya (es) et le PCE ont appelées à un vote pour le Oui.
Alors que d'un côté l'ERC et le PNV font campagne pour l'abstention, Euskadiko Ezkerra (EE), Herri Batasuna, POSI, POUM, PSAN, Bloque Nacional-Popular Galego (es), FE-JONS, Fuerza Nueva et LCR font campagne pour le Non.

## Résultats
« Approuvez-vous le projet de Constitution ? »
- Oui (91,81 %)
- Non (8,19 %)

| Choix                  | Votes      | %     |
| ---------------------- | ---------- | ----- |
| Pour                   | 15 706 078 | 91,81 |
| Contre                 | 1 400 505  | 8,19  |
|                        |            |       |
| Votes valides          | 17 106 583 | 95,71 |
| Votes invalides        | 133 786    | 0,75  |
| Votes blancs           | 632 902    | 3,54  |
| Total                  | 17 873 271 | 100   |
| Abstention             | 8 758 909  | 32,89 |
| Inscrits/Participation | 26 632 180 | 67,11 |